# Лідіївка
Лі́діївка — село в Україні, у Мостівській сільській громаді Вознесенського району Миколаївської області.
Населення становить 415 осіб. До 2016 року орган місцевого самоврядування — Сухобалківська сільська рада.

## Географія
У селі бере початок Балка Суха.

## Населення

### Мова
Розподіл населення за рідною мовою за даними перепису 2001 року:
| Мова            | Кількість | Відсоток |
| --------------- | --------- | -------- |
| українська      | 396       | 95.42%   |
| російська       | 13        | 3.13%    |
| вірменська      | 4         | 0.97%    |
| білоруська      | 1         | 0.24%    |
| інші/не вказали | 1         | 0.24%    |
| Усього          | 415       | 100%     |